# Legendary Blues Band
De Legendary Blues Band was een Amerikaanse bluesband.

## Geschiedenis
De band werd opgericht in 1980 in Chicago door de voormalige leden van de band van Muddy Waters. De oorspronkelijke bezetting bestond uit Calvin 'Fuzz' Jones (zang, bas, viool), Willie 'Big Eyes' Smith (drums), Pinetop Perkins (piano, 1980–85) en Jerry Portnoy (mondharmonica, 1980–86).
In de loop der tijden speelden ook anderen in de band, zoals Louis Myers (gitaar, 1981), Smokey Smothers (gitaar, 1989), Billy Flynn (gitaar, 1989), Mark Koenig (mondharmonica, 1989) en Tony O (gitaar, 1990).
De band won een reeks Grammy Awards en maakte opnamen met diverse grootheden van de blues, zoals Buddy Guy en Junior Wells. Ze gingen op tournee met Bob Dylan, The Rolling Stones en Eric Clapton en ze traden op met John Lee Hooker in de film The Blues Brothers.

## Discografie
- 1981: Life of Ease
- 1983: Red Hot 'n' Blue
- 1989: Woke up with the Blues
- 1990: Keepin' the Blues Alive
- 1991: U B Da Judge
- 1992: Prime Time Blues
- 1993: Money Talks